# Journal d'un curé de campagne
Journal d'un curé de campagne é um filme francês de 1951 dirigido por Robert Bresson, baseado no livro homônimo de Georges Bernanos.